# A very kinky story
A very kinky story er en eksperimentalfilm instrueret af Susan Hinnum efter eget manuskript.

## Handling
Gør det selv porno-animation. Aldrig har det været så nemt eller billigt at skabe lidt fest og farver på video. Men det betyder ikke, at det ikke samtidig kan være opbyggeligt.